# Pristurus popovi
Pristurus popovi är en ödleart som beskrevs av  Arnold 1982. Pristurus popovi ingår i släktet Pristurus och familjen geckoödlor. IUCN kategoriserar arten globalt som livskraftig. Inga underarter finns listade i Catalogue of Life.